# باشگاه فوتبال بانستید اتلتیک
باشگاه فوتبال بانستید اتلتیک (به انگلیسی: Banstead Athletic Football Club) یک باشگاه فوتبال در شهر تادوورث، کشور انگلستان است که در سال ۱۹۴۴ میلادی تأسیس شده‌است.